# Ostatni płatek
Ostatni płatek (ros. Последний лепесток, Poslednij lepiestok) – radziecki krótkometrażowy film animowany z 1977 roku w reżyserii Romana Kaczanowa na podstawie bajki Walentina Katajewa pt. Kwiatek siedmiopłatek.

## Fabuła
Stara kobieta daje małej Jenny magiczny kwiat, który spełni jej siedem życzeń. Każdy płatek to jedno życzenie. Ostatnim i najważniejszym życzeniem Jenny jest pomoc choremu chłopcu.

## Obsada (głosy)
- Marija Winogradowa
- Lusiena Owczinnikowa

## Animatorzy
Wiktor Lichaczew, Władimir Arbiekow, Rienata Mirienkowa, Aleksandr Panow, Leonid Kajukow, Oleg Safronow, Marina Pogowa

## Wersja polska
Film został wydany na VHS w serii Bajki z mojego dzieciństwa. Dystrybucja Demel
Wersja wydana na DVD w serii: Michaił Barysznikow - bajki z mojego dzieciństwa: Ostatni płatek (odcinek 8)
- W wersji polskiej udział wzięli: Hanna Kinder-Kiss i Adam Wnuczko
- Tłumaczenie: Maciej Rosłoń